# Yvonne van den Eerenbeemt
Yvonne van den Eerenbeemt (Tegelen, 27 mei 1981) is een Nederlandse cabaretière, zangeres en actrice.
Van den Eerenbeemt won in 1999 de Prijs Jong Talent Brabant en in 2013 zilver op het Concours om de Wim Sonneveldprijs. Ze is ook bekend van het satirische programma Klikbeet.
Op 2 maart 2020 werd in het radioprogramma Volgspot van NPO Radio 5 bekendgemaakt dat van den Eerenbeemt met het nummer La Fin uit haar voorstelling Bronst genomineerd is voor de Annie M.G. Schmidt-prijs 2020 voor het beste theaterlied van het seizoen. Ze schreef het nummer samen met haar broer Sjors van den Eerenbeemt en René van Mierlo. Van den Eerenbeemt was in 2022 te zien in de BNNVARA-serie Tropenjaren. In het najaar van 2023 was Van den Eerenbeemt meerdere afleveringen te zien als Mona Keijzer in het BNNVARA-programma Hotel Hollandia.

## Cabaretprogramma's
- 2017–2018: Sirene
- 2018–2020: Bronst